# 嵩県
嵩県（すう-けん）は中華人民共和国河南省洛陽市に位置する県。

## 行政区画
- 鎮:城関鎮、田湖鎮、旧県鎮、車村鎮、閻荘鎮、徳亭鎮、大章鎮、白河鎮、紙房鎮、飯坡鎮、九皋鎮、陸渾鎮
- 郷:大坪郷、何村郷、黄荘郷、木植街郷

## 交通

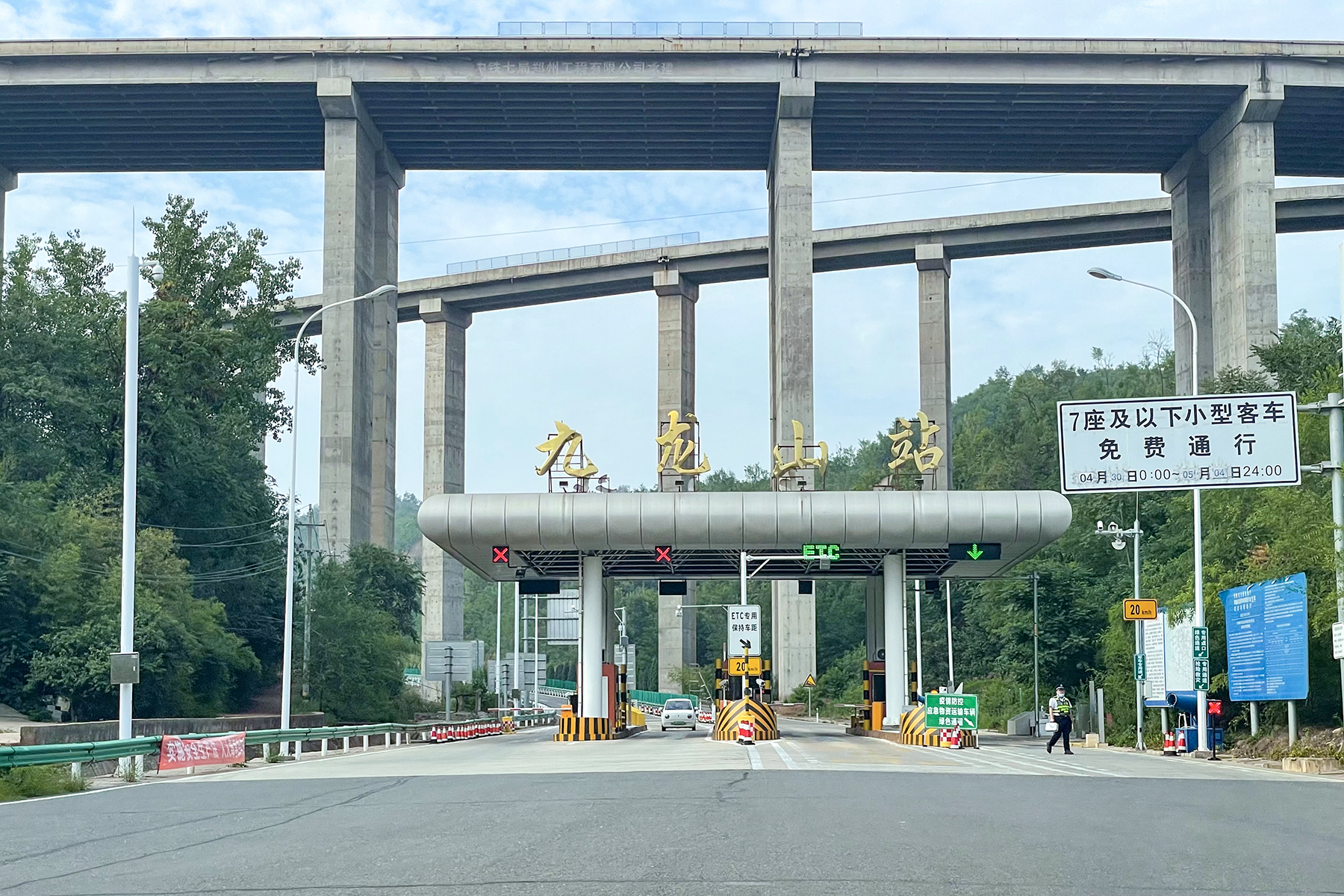
洛欒高速道路 九竜山IC

### 道路
- 高速道路
  -  鄭欒高速道路（中国語版）
  -  洛欒高速道路（中国語版）
- 国道
  - G208国道
  - G311国道（中国語版）
  - G344国道（中国語版）

## 出身者
- 閻連科 - 小説家